# Leptoconops foulki
Leptoconops foulki är en tvåvingeart som beskrevs av Clastrier och Wirth 1978. Leptoconops foulki ingår i släktet Leptoconops och familjen svidknott. Inga underarter finns listade i Catalogue of Life.